# ちょんまげ小僧
ちょんまげ小僧（ちょんまげこぞう）は、日本の6人組中学生YouTuber。

## 概要
メンバー全員が裏方含め中学3年生の同級生である。
日常動画を多く投稿し、撮影や編集もグループ内で行っている。
切り抜き動画を投稿する際には一般人の顔にモザイクをかけるよう要請する動画を投稿し、多くの反響があった。
ひき肉の動画冒頭の挨拶の「ひき肉です！」という裏声が混ざったような音程と、両腕を大きく広げるポーズが注目され、これを利用した楽曲・音MADが制作されているほか、スポーツ選手のパフォーマンスとして使用されたり、企業SNSでは「〇〇肉です！」というパロディが投稿されている。2023年11月2日には「2023ユーキャン新語・流行語大賞」（自由国民社選定）のノミネート30語に、同月21日には「SNS流行語大賞2023」（イー・ガーディアン選定）のノミネートワードに選出された。

## 略歴
- 2022年12月12日、YouTubeチャンネルを開設。
- 2023年7月29日、チャンネル登録者数10万人を突破。
- 2023年8月7日、チャンネル登録者数30万人を突破[7]。
- 2023年8月13日、チャンネル登録者数50万人を突破[8][9]。
- 2023年8月18日、フィッシャーズとコラボ。
- 2023年8月21日、チャンネル登録者数100万人を突破。
- 2023年12月1日、ソフトバンクのCMに出演[10]。
- 2023年12月9日、HIKAKINとコラボ[11]。
- 2024年1月12日、イソ・ギンチャクのスマホデビュー動画が投稿された後、ナマズの操作ミスによりYouTubeチャンネルが削除されたが、後に復旧した[12][13]。
- 2024年7月1日、活動休止を発表した[14]。
- 同年7月20日に活動再開。

## メンバー
| 名前             | メンバーカラー | 備考     |
| ---------------- | -------------- | -------- |
| ちょんまげ小僧   | 赤             | リーダー |
| ナマズ           | 紫             | 編集担当 |
| イソ・ギンチャク | 茶             |          |
| パンダ           | オレンジ       |          |
| ひき肉           | 濃い緑         |          |
| 右足             | ピンク         |          |

### 裏方メンバー
- えいた（裏方・カメラマン）
- フィリピン（裏方・カメラマン）

## 出演

### テレビ番組
- 内村のツボる動画（2023年7月18日、テレビ東京系）（VTR出演）
- 水曜日のダウンタウン（2023年8月2日、TBS系）（VTR出演）
- 天才てれびくん（2023年9月13日、NHK Eテレ）「ナマズ、パンダ、ひき肉のみの出演」
- せやねん!（2023年12月23日、毎日放送）（VTR出演）
- ダウンタウンのガキの使いやあらへんで!（2024年2月25日、日本テレビ系）（画像出演）「ちょんまげ小僧のみの出演」

### CM
- ソフトバンクモバイル「スマホデビュー1年生」「スマホです！」篇、「大統領」篇（2023年12月 - ）[10]